# Карповка (Татарстан)
Карповка — поселок в Пестречинском районе Татарстана. Входит в состав Кулаевского сельского поселения.

## География
Находится в северо-западной части Татарстана на расстоянии приблизительно 11 км на юго-запад по прямой от районного центра села Пестрецы.

## История
Основан в 1950-х годах.

## Население
Постоянных жителей было: в 1970—303, в 1979—161, в 1989—204, в 2002—249 (русские 53 %, татары 44 %), 272 в 2010.